# Thomas Fahrner
Thomas Fahrner (Ludwigshafen, 7 febbraio 1963) è un ex nuotatore tedesco.
Specializzato nello stile libero ha vinto tre medaglie alle Olimpiadi di Los Angeles 1984 e di Seoul 1988.

## Palmarès
- Olimpiadi
  - Los Angeles 1984: argento nella staffetta 4x200 m sl e bronzo nei 200 m sl.
  - Seoul 1988: bronzo nella staffetta 4x200 m sl.
- Mondiali
  - 1986 - Madrid: argento nella staffetta 4x200 m sl.
- Europei
  - 1983 - Roma: oro nella staffetta 4x200 m sl e bronzo nei 200 m sl.
  - 1985 - Sofia: oro nelle staffette 4x100 m e 4x200 m sl.
  - 1987 - Strasburgo: oro nella staffetta 4x200 m sl, argento nella staffetta 4x100 m sl e bronzo nei 400 m sl.